# 高渗透长滞留效应

EPR效应：上方为正常组织，下方为肿瘤组织

高渗透长滞留效应（英語：enhanced permeability and retention effect，缩写EPR，或译为增强渗透滞留效应） 是指一些特定大小的大分子物质（如脂质体、纳米颗粒以及一些大分子药物）更容易渗透进入肿瘤组织并长期滞留（和正常组织相比）的现象，1986年由日本科學家前田浩与松村保廣發現。对此常见的解释是，肿瘤细胞为了能够快速地生长，需要更多的养料和氧气，故会分泌血管内皮生长因子等与肿瘤血管生成有关的生长因子。特别是当肿瘤达到150-200微米大小时，会高度依赖于肿瘤血管的养料和氧气供应。此时新生成的肿瘤血管在结构与形态上与正常的血管有很大的不同。其內皮细胞间隙较大，缺少血管壁平滑肌层，血管紧张素受体功能缺失。另外，肿瘤组织也缺少淋巴管致使淋巴液回流受阻。这两者造成了大分子物质可以方便地穿过过血管壁在肿瘤组织中富集，且不被淋巴液回流带走而能长期存于肿瘤组织，故称为实体瘤的“高渗透长滞留效应”（EPR）。EPR效应可被一些病理生理因素进一步提高，如刺激肿瘤血管舒张的物质缓激肽、一氧化氮、过氧亚硝酸根离子、前列腺素、血管内皮生长因子、肿瘤坏死因子等。另外，肿瘤部位的淋巴细胞减少也会增加大分子物质在这里的滞留效应。
EPR效应对纳米颗粒和脂质体对肿瘤部位的给药相当重要。许多工作利用了金纳米颗粒的热燒蝕作用，金纳米颗粒通过这一效应在肿瘤部位富集后，被可穿透皮肤的近红外激光的光热效应加热而产生高温，以此来杀死肿瘤。这一方法也可与化学疗法等其它疗法联用来取得更好的效果 。
虽然在动物实验上效果良好，但在人体模型上效果并不突出。